# Абдул Гафар Бахари
Абдул Гафар Бахари (малайск. Abdul Ghafar Bahari); (26 июня 1957, Кампунг Паданг, Кангар, штат Перлис) — малайзийский поэт, художник, актёр. Известен также под псевдонимом Гопа Бахари (Gopa Bahari). Входит в список 200 лучших художников-акварелистов мира Международной федерации акварелистов.

## Краткая биография
Родился в крестьянской семье. Окончил факультет изобразительного искусства Технологического университета МАРА (2003). Работает в системе Совета по языку и литературе дизайнером и иллюстратором книг, публикует комиксы в центральных газетах «Брита Минггу» и «Нью Стрейтс Таймс». Автор четырёх сборников поэзии, 80 книг комиксов, многочисленных логотипов организаций и мероприятий. Картины художника неоднократно занимали призовые места на национальных и международных конкурсах.
Снялся в трёх кинофильмах и трёх телесериалах. Один из руководителей детской театральной студии «Канарейка». Член писательской организации «Калам» (в 2008—2011 — член руководящего совета), Союза художников Малайзии, Союза иллюстраторов детских книг Малайзии. Представлял Малайзию на различных фестивалях драматического искусства и кино за рубежом.

## Сборники стихов
- Bunga-Bunga Rumput (Цветы травы) (2007)
- Lukisan Pengembara (Рисунки странника) (2008)
- Hujan-Hujan Rindu (Дожди тоски) (2011)
- Sandarkan Diri di Dinding ini (Прислонись к этой стене) (2011)

## Фильмография
- Restoran Pak Ali (Ресторан Пака Али)(телевизионный сериал) (1988)
- Ujang (Уджанг) (1989)
- Mana Janji Kasihmu, Mama? (Где твоё обещание любви. мама?)(телевизионный сериал) (1989)
- Mat Som (Мат Сом) (1990)
- Wanita Bertudung Hitam (Женщина в чёрном платке) (1992)
- 2X5 (телевизионный сериал) (2006)

## Награды
- Грамота Совета по языку и литературе «За отличную службу» (1998)
- Медаль «За верную службу» от Верховного правителя Малайзии (1999)
- Медаль «Защитнику короны» от Верховного правителя Малайзии (2005)
- Медаль федерального правительства «За безупречный труд» (2008)
- Международная премия «Лучшему художнику-акварелисту» (Нью-Йорк, 2011)
- Вторая премия на международном конкурсе акварельного рисунка (Стамбул, 2013)

## Семья
Отец Бахари бин Абдуллах (плотник, крестьянин); мать Фатима бинти Бидин (крестьянка); жена Ван Зайнаб Ван Саупик (с 1980 года, детская писательница); дети: Нур Дияна, Мухаммад Захир, Мухаммад Азахари.